# XXXX (marque de bières australiennes)
Pour les articles homonymes, voir XXXX (homonymie).
Cet article concerne la marque de bière. Pour le jeu vidéo, voir jeu 4X.
 (octobre 2020).
Si vous disposez d'ouvrages ou d'articles de référence ou si vous connaissez des sites web de qualité traitant du thème abordé ici, merci de compléter l'article en donnant les références utiles à sa vérifiabilité et en les liant à la section « Notes et références ».
 (juillet 2025).

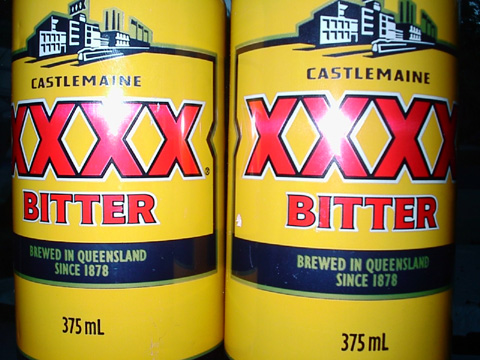
Détail de canettes de "4 X Bitter", produit le plus connu de la gamme.

XXXX — souvent prononcé(e)s four (e)X en anglais[réf. souhaitée], soit quatre (4) X (d'après la lettre), bien qu'il s'agisse davantage de croix de Saint André (voir paragraphe Nom) —, est une marque d'abord australienne (puis semble-t-il rachetée, à deux reprises au moins), de bières produites à l'origine par la brasserie Castlemaine Perkins à Milton, dans la périphérie de Brisbane (État fédéré du Queensland).

## Histoire
La marque est lancée en 1924 par la société « Castlemaine Brewers » (devenue ultérieurement « Castlemaine Perkins »), une brasserie en activité sous ce nom depuis 1878, mais qui trouve son origine dans une compagnie fondée dès 1857 à Castlemaine, dans l'État de Victoria.

## Nom
Il relève d'une tradition australienne (et plus globalement anglo-saxonne) de désigner la force d'une bière, son degré d'alcool, voire sa quantité, en usant d'une ou plusieurs croix (classification anglo-saxonne multiséculaire de bières de différentes marques).
La première des bières vendues sous ce label était la « XXX (Triplex) Sparking Ale », brassée dès 1878 mais qui a aujourd'hui disparu du marché.
La marque s'est déclinée depuis en :
- « XXXX Bitter » (la plus connue et l'une des plus fortes de la gamme, titrant 4,8 % d'alcool),
- XXXX Gold (3,5 % d'alcool),
- « XXXX Light Bitter » (l'une des moins fortes, à 2,3 %),
- « XXXX DL »
- « XXXX Sovereign »
- « XXXX Export Lager » pour l'exportation (l'une des plus fortes de la gamme avec la première).

## Culture populaire jusqu'à nos jours
Devenue une institution dans l'État du Queensland, son siège se signale par une grande enseigne lumineuse constituée de la fameuse suite horizontale de quatre croix de saint André, installée dès les années 1950 et visible de loin.
Autre symbole de la compagnie, « Mister Fourex » est en quelque sorte la mascotte de la marque. Ce personnage habillé à la mode des années 1920, coiffé d'un canotier ou « camembert », figure encore sur de nombreuses anciennes affiches publicitaires de réclames.
La marque est surtout connue localement dans le Queensland et en Australie, voire chez ses voisins anglophones du Pacifique sud.
Le continent fictif XXXX des livres d'Annales du Disque-monde aurait pu être inspiré à leur auteur britannique Terry Pratchett pour évoquer l'Australie, de même que des jeu(x) vidéo(s) ou d'autres produits dérivés de cette série de fictions fantasy.

## Sponsoring
Son nom a pu servir 
- de surnom éphémère promotionnel à l'île privée australienne « Pumpkin Island » (« XXXX Island (en) »), pour cause de parrainage direct d'une sorte de télé-réalité s'y étant tenue ;
- comme sponsor d'autres événements et compétitions sportives comme :
  - du cricket et du beach-cricket,
  - du surf (1989, 1997),
  - du rugby à XIII voire à XV,
  - du beach-volley,
  - ou encore les danses et chants de pom pom girls les accompagnant.